# Ordine per Servizio Meritorio
L'Ordine per Servizio Meritorio è stato un ordine cavalleresco del Sudafrica.

## Storia
L'Ordine venne istituito nel 1986 con decreto pubblicato nella Gazzetta Ufficiale n° 10493 del 24 ottobre 1986. Esso sostituì la precedente Decorazione per servizi meritori. Era assegnato a cittadini sudafricani meritevoli.
Fu assegnato dal Presidente dello Stato e, dal 1994, dal Presidente, ai sudafricani che avevano reso un servizio pubblico eccezionale. Tra i destinatari ci furono ministri di gabinetto, giudici, capitani di commercio e industria, ecclesiastici, accademici, stelle dello sport e figure di spicco nelle arti e nelle scienze.
L'Ordine venne soppresso il 2 dicembre 2002.

## Classi
L'Ordine disponeva delle seguenti classi di benemerenza che davano diritto a dei postnominali qui indicati tra parentesi:
- Oro (OMSG), per meriti eccezionali
- Argento (OMSS), per meriti notevoli

## Insegne
- Il distintivo era una croce in oro o argento smaltato di bianco con lo stemma del Sudafrica su uno scudo al centro di una piccola croce d'oro o d'argento.[1] Sul rovescio vi era lo stemma sudafricano precedente al 1994. Il distintivo era attaccato al nastro con un dispositivo a forma di leone sopra un timpano rovesciato e che reggeva quattro doghe a rappresentare le quattro province dell'Unione Sudafricana.

- La stella era costituita dal distintivo dell'ordine sovrapposto a una stella a quattro punte con più raggi nei diedri.[1]

- Il nastro fino al 1996 era largo 35 millimetri e aveva i colori della bandiera del Sudafrica del 1928, con una banda blu scuro larga 6 millimetri, una banda bianca larga 4 millimetri e una banda arancione larga 5,5 millimetri, ripetuti in ordine inverso e separati da un banda bianca larga 4 millimetri.[1] Nel 1996 è stato introdotto un nuovo nastro che riprendeva i colori della nuova bandiera sudafricana adottata nel 1994. Anch'esso era largo 35 millimetri. Aveva una banda rossa larga 2 millimetri, una banda bianca larga 2 millimetri, una banda verde larga 7,5 millimetri e una banda gialla larga 5 millimetri, ripetute in ordine inverso e separate da una banda nera larga 2 millimetri. La banda rossa era sostituita a destra da una banda blu larga 2 millimetri.[1]